# EA-3990
EA-3990は、化学兵器として開発されたカーバメート剤（神経ガス）である。